# Heian (razdoblje)
Razdoblje Heian (japanski kanji 平安時代, hiragana へいあんじだい, romaji Heian jidai) je zadnje razdoblje klasične povijesti Japana. Trajalo je od 794. do 1185. godine/ 1192. godine. Uslijedilo je nakon razdoblja Nare. 
Ime nosi prema glavnom gradu Heian-kyō, današnjem Kyotu. Ovo je razdoblje japanske povijesti kad su budizam, taoizam i ostali kineski utjecaji bili na vrhuncu. Također se Heian smatra vrhuncem japanskog carskog dvora, prepoznatljivo po svojoj umjetnosti, posebice pjesništvu i ostaloj književnosti. Iako je, površno gledano, japanska carska kuća bila na vlasti, prava je moć bila u rukama klana Fujiware, moćne aristokratske obitelji koja je bračnim svezama s carskom obitelji. Brojnim su carevima matere bile iz obitelji Fujiware. Na japanskom jeziku riječ heian (japanski 平安) znači "mir".
Nakon Heiana uslijedilo je razdoblje Kamakura.